# Enginyeria del coneixement
L'enginyeria del Coneixement és la disciplina que estudia les tecnologies del coneixement, va ser definida per Feigenbaum i McCorduck (1983) Les tecnologies del coneixement (TC) són un conjunt de tecnologies amb les quals es construeixen, mantenen i desenvolupen sistemes basats en el coneixement. (Kendal, 2007).